# Deanna Milligan
Deanna Milligan, conosciuta anche con gli pseudonimi Deanna Jean Milligan e Deanna Mulligan (Vancouver, 1º gennaio 1972), è un'attrice canadese.
Deanna Milligan è apparsa in numerosi film e programmi televisivi sia canadesi che statunitensi. Il ruolo per il quale è maggiormente conosciuta è quello della figlia di Dave Thomas nel film per la televisione ispirato a L'allegra banda di Nick: The New Beachcombers e A Beachcombers Christmas. Tra i vari ruoli interpretati dall'attrice si possono segnalare la donna misteriosa nel cortometraggio indipendente canadese Shoes Off!, la coprotagonista nel film per la televisione della A&E Network Karroll's Christmas interpretando il ruolo della fidanzata di Tom Everett Scott e l'assistente di Babbo Natale nel film Babbo Natale cercasi.
È apparsa in maniera regolare in due serie televisive di breve durata: Northwood dove interpretava l'adolescente Jennifer, e Big Sound, nel ruolo della frizzante assistente di Greg Evigan Jesse Polt. 
Milligan è sposata con l'attore Jason Gaffney ed ha due figlie. Gestisce la linea di abbigliamento Cherry Blossom insieme all'attrice Stacy Grant.

## Filmografia parziale

### Cinema
- Cuori incrociati (Crooked Hearts), regia di Michael Bortman (1991)
- Voglia di ricominciare (This Boy's Life), regia di Michael Caton-Jones (1993)
- Once in a Blue Moon, regia di Philip Spink (1995)
- Starlight, regia di Jonathon Kay (1996)
- Barbecue: A Love Story, regia di Stacey Kirk (1997)
- Shoes Off!, regia di Mark Sawers – cortometraggio (1998)
- Suspicious River, regia di Lynne Stopkewich (2000)
- The Rhino Brothers, regia di Dwayne Beaver (2002)
- Sea, regia di Andrew Williamson (2001)
- Riding the Bus, regia di Ori Kowarsky (2001)
- Blues Boy and Girl in Pink, regia di Jason Gaffney (2002)
- Ho rapito Sinatra (Stealing Sinatra), regia di Ron Underwood (2003)
- Trapped Ashes, regia di Sean S. Cunningham, Joe Dante, Monte Hellman, Ken Russell e John Gaeta (2006)
- My Inventions, regia di Bob Holbrook – cortometraggio (2008)
- Irradiate, regia di Julia Hutchings – cortometraggio (2010)

### Televisione
- Danger Bay – serie TV, 8 episodi (1986-1989)
- Bordertown – serie TV, episodio 1x24 (1989)
- Neon Rider – serie TV, episodio 1x18 (1990)
- I quattro della scuola di polizia (21 Jump Street) – serie TV, episodi 5x05-5x22 (1990-1991)
- Northwood – serie TV, 53 episodi (1991-1994)
- Cobra Investigazioni (Cobra) – serie TV, episodio 1x08 (1993)
- Voglia di ricominciare, regia di Rod Hardy – film TV (1994)
- Highlander (Highlander: The Series) – serie TV, episodio 2x12 (1994)
- Per amore di Nancy (For The Love of Nancy), regia di Paul Schneider – film TV (1994)
- Inferno bianco (Avalanche), regia di Paul Shapiro – film TV (1994)
- Colomba solitaria (Lonesome Dove: The Series) – serie TV, episodio 1x09 (1994)
- Una figlia contro (Fighting for My Daughter), regia di Peter Levin – film TV (1995)
- X-Files (The X-Files) – serie TV, episodio 2x13 (1995)
- I viaggiatori (Sliders) – serie TV, episodio 2x03 (1996)
- Sopravvissuti (Angel Flight Down), regia di Charles Wilkinson – film TV (1996)
- Two – serie TV, episodio 1x09 (1996)
- Millennium – serie TV, episodi 1x07-3x12 (1996-1999)
- Dead Man's Gun, regia di Neill Fearnley, Joseph L. Scanlan e Brad Turner – film TV (1997)
- Dead Man's Gun – serie TV, episodio 1x03 (1997)
- Intensity, regia di Yves Simoneau – film TV (1997)
- L'incidente (The Accident: A Moment of Truth Movie), regia di Chuck Bowman – film TV (1997)
- The Advocate's Devil, regia di Jeff Bleckner – film TV (1997)
- L'avvocato dell'assassino (I Know What You Did), regia di Chuck Bowman – film TV (1998)
- The Net – serie TV, episodio 1x12 (1998)
- Night Man – serie TV, episodio 2x21 (1999)
- Justice, regia di Richard J. Lewis – film TV (1999)
- Babbo Natale cercasi (Must Be Santa), regia di Brad Turner – film TV (1999)
- Cold Squad - Squadra casi archiviati (Cold Squad) – serie TV, episodi 2x13-7x10 (1999-2005)
- Oltre i limiti (The Outer Limits) – serie TV, episodio 6x03 (2000)
- Big Sound – serie TV, episodi 1x01-1x03 (2000-2001)
- Special Unit 2 – serie TV, episodio 2x09 (2001)
- Da Vinci's Inquest – serie TV, 4 episodi (2001-2002)
- The Chris Isaak Show – serie TV, episodio 2x04 (2002)
- American Dreams – serie TV, episodio 1x01 (2002)
- The New Beachcombers, regia di Brad Turner – film TV (2002)
- Out of Order – miniserie TV, 6 episodi (2003)
- Peccati di famiglia (Family Sins), regia di Graeme Clifford – film TV (2004)
- Touching Evil – serie TV, episodio 1x02 (2004)
- Air Crash - Il volo del mistero (NTSB: The Crash of Flight 323), regia di Jeff Bleckner (2004)
- The Collector – serie TV, episodio 1x11 (2004)
- A Beachcombers Christmas, regia di Anne Wheeler – film TV (2004)
- Karroll's Christmas, regia di Dennis Dugan – film TV (2004)
- Corner Gas – serie TV, episodio 2x18 (2005)
- Three Moons Over Milford – serie TV, episodio 1x03 (2006)
- Love Notes, regia di David Weaver – film TV (2007)
- Intelligence – serie TV, episodio 2x04 (2007)
- Whispers and Lies, regia di Penelope Buitenhuis (2008)
- Men in Trees - Segnali d'amore (Men in Trees) – serie TV, episodio 2x16 (2008)
- I cavalieri di Bloodsteed – miniserie TV, episodi 1x01-1x02 (2009)
- Seven Deadly Sins – miniserie TV, episodi 1x01-1x02 (2010)

### Produttrice

#### Film
- Blue Boy and Girl in Pink (2002)